# Nupseroberea congoensis
Nupseroberea congoensis là một loài bọ cánh cứng trong họ Cerambycidae.